# 徳島県立新野高等学校
徳島県立新野高等学校（とくしまけんりつあらたのこうとうがっこう）は、かつて徳島県阿南市新野町に所在していた公立の高等学校。

## 設置学科
- 総合学科
  - 自然科学系列
  - 人文芸術系列
  - アグリクリエイト系列
  - 情報ビジネス系列

## 沿革
- 1943年3月31日 - 徳島県立那賀農林学校として創立（男子校）[1]。
- 1948年 - 徳島県那賀農業高等学校に改称。
- 1949年 - 徳島県新野高等学校に改称。
- 2018年 - 徳島県立阿南工業高等学校と統合し、徳島県立阿南光高等学校が開校。
- 2019年
  - 3月31日 - 新野高等学校としての歴史が終了。
  - 4月1日 - 阿南光高等学校新野キャンパスとなる。

## 部活動
- 野球部は春夏ともに甲子園出場経験がある。甲子園での戦績については全国高等学校野球選手権大会 (徳島県勢)及び選抜高等学校野球大会 (徳島県勢)を参照。

## 校歌

### 新野高校
滝典通 作詞 / 今川幹夫 作曲

## 最寄り駅
- JR牟岐線新野駅

## 出身者
- 野村靖（政治家、元阿南市長）
- 福良徹（プロ野球選手）
- 折下光輝 (プロ野球選手)
- 竹井輝彦（お笑い芸人）